# 電訊盈科中心

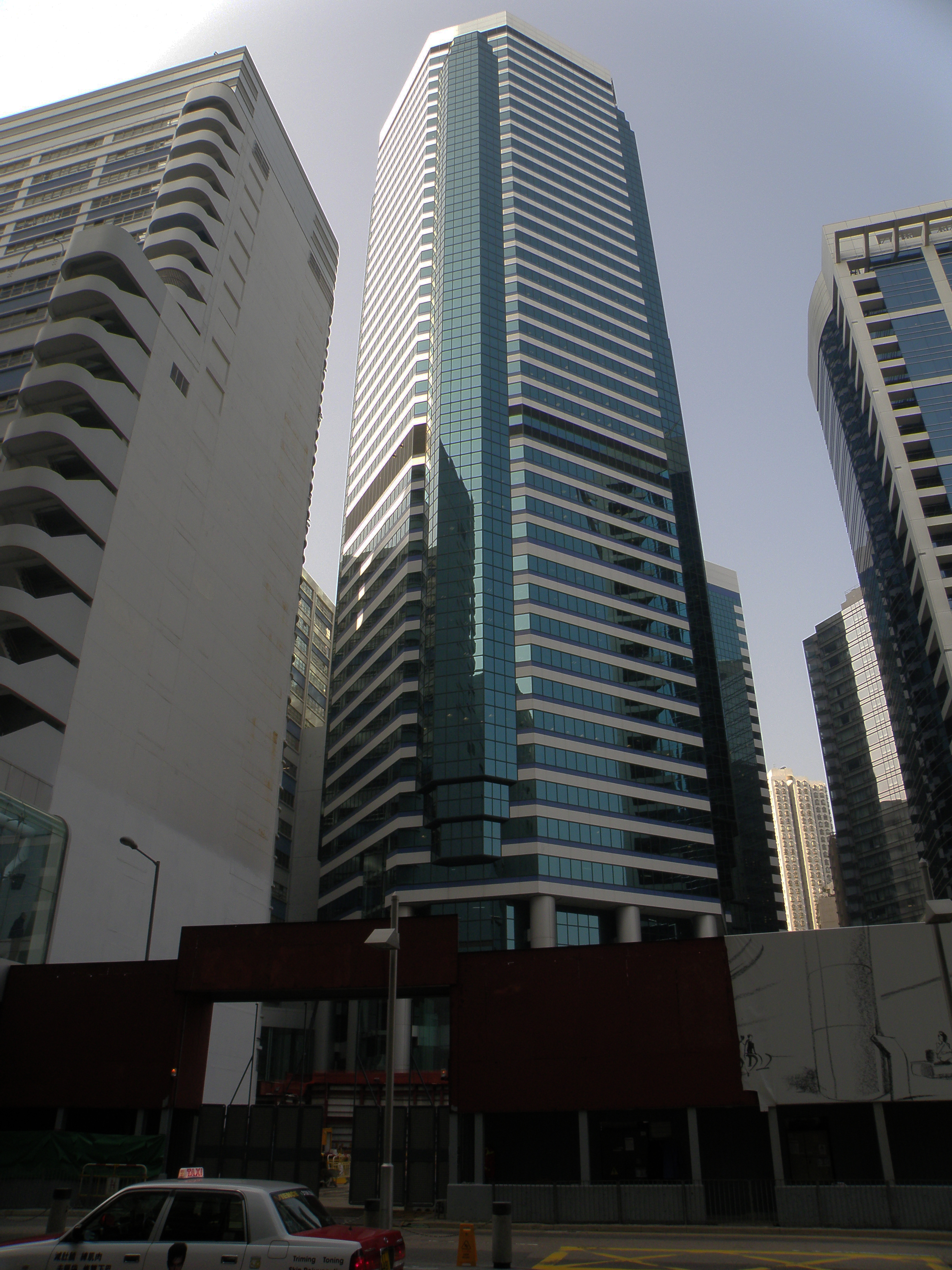
電訊盈科中心

電訊盈科中心（英語：PCCW Tower），位處於香港島鰂魚涌英皇道979號太古坊，樓高43層，由太古地產發展，於1994年落成。
1994年，太古地產把電訊盈科中心聯同大廈命名權售予當時的香港電訊，而電訊盈科中心著名租戶是國際商業機器、康納利和電訊盈科。2004年，盈大地產以28.08億元把電訊盈科中心售予美國保德信金融集團（Prudential Financial）旗下公司Pramerica Real Estate Investors（Asia） Pte. Limited。
太古地產先後於2004年及2010年以5.6億港元及32億港元向保德信金融集團（Prudential Financial）分別購回電訊盈科中心兩成和八成股權，令太古地產再次全資擁有電訊盈科中心。
2010年11月15日，太古地產出售電訊盈科中心五成業權予高富諾集團，並保留餘下權益，物業成交總值約43.88億港元，一半業權折合21.94億港元，平均呎價約7077港元。

## 主要租戶
- 6-8/F及10-13/F：國際商業機器中國香港有限公司
- 14-15/F、17-18/F、20/F部分、23/F部分、27/F、29/F、31/F部分、32/F部分、33-34/F及39-42/F：電訊盈科
- 21/F、36/F：法國巴黎銀行（BNP Paribas）
- 37/F：JobsDB Hong Kong Limited
- 39/F：香港電訊